# Trials and Tribble-ations
"Trials and Tribble-ations" é o sexto episódio da quinta temporada da série de ficção científica estadunidense Star Trek: Deep Space Nine. É o 104.º episódio geral da série e foi exibido pela primeira vez nos Estados Unidos por redifusão em 4 de novembro de 1996. Deep Space Nine se passa no século XXIV e acompanha as aventuras da tripulação da estação espacial Deep Space Nine. Neste episódio, a tripulação viaja no tempo de volta ao século XXIII e precisam impedir que um klingon disfarçado assassine o famoso capitão James T. Kirk da USS Enterprise usando uma bomba colocada dentro de um pingo.
"Trials and Tribble-ations" foi produzido para marcar o aniversário de trinta anos de Star Trek: The Original Series, com os roteiristas Ronald D. Moore e René Echevarria propondo a ideia de fazer a tripulação de Deep Space Nine viajar ao passado até os eventos do episódio "The Trouble with Tribbles". Partes dos cenários da Enterprise e da estação espacial K7 foram recriados e tecnologia digital usada para inserir os atores de Deep Space Nine nas imagens do episódio original. "Trials and Tribble-ations" foi dirigido por Jonathan West e teve o retorno do ator Charlie Brill no seu papel original de Arne Darvin.
"Trials and Tribble-ations" recebeu uma pequena campanha de divulgação por parte da Paramount Television e teve a melhor audiência de toda a quinta temporada, registrando um índice Nielsen de 7,7 durante sua primeira exibição. Foi muito elogiado pela crítica especializada, que destacou a nostalgia da premissa e o nível dos detalhes técnicos. O episódio foi indicado a três Prêmios Emmy do Primetime em categorias técnicas e também ao Prêmio Hugo de Melhor Apresentação Dramática, porém não venceu nenhum. Uma romantização da história foi escrita pela autora Diane Carey e lançada em julho de 2012.

## Enredo
O capitão Benjamin Sisko e a tripulação da estação espacial Deep Space Nine estão à bordo da nave estelar USS Defiant voltando de Cardassia, onde pegaram a sagrada Orbe do Tempo bajoriana. Eles embarcam também um passageiro, um mercador humano chamado Barry Waddle. A Defiant repentinamente viaja no tempo e espaço, chegando no século XXIII perto da estação espacial K7 e da nave estelar USS Enterprise. Eles descobrem que Waddle é na verdade Arne Darvin, um ex-agente klingon disfarçado que foi originalmente capturado pelo capitão James T. Kirk da Enterprise por tentar envenenar grãos.
A tripulação, temendo que Darvin usou a Orbe do Tempo para impedir sua captura no passado, se veste com uniformes da época e investiga a Enterprise e K7. A nave e a estação estão infestados de pingos, pequenas criaturas peludas que se reproduzem rapidamente. Eles tentam o máximo possível não interferir com a história enquanto procuram por Darvin, mas o doutor Julian Bashir, o chefe Miles O'Brien, o comandante Worf e o comissário Odo acabam se envolvendo em uma briga de bar entre a tripulação da Enterprise e um grupo de klingons que estão de licença na estação. Worf e Odo avistam Darvin durante a briga e conseguem capturá-lo, levando-o para a Defiant. Darvin se vangloria que conseguiu implantar uma bomba em pingo que irá matar Kirk.
Sisko e a tenente-comandante Jadzia Dax se infiltram na Enterprise para procurarem pela bomba, porém confirmam que ela não está a bordo. A reprodução extremamente rápida dos pingos faz com que uma busca em K7 seja impraticável, assim os dois passam a seguir Kirk. Eles o ouvem discutir a infestação de pingos e deduzem que a bomba está em um dos depósitos de grãos. Os dois entram no depósito e começam a escanear pingos, muitos dos quais estão mortos e caindo na cabeça de Kirk. Eles encontram a bomba e a Defiant a transporta para o espaço, onde explode em segurança. A tripulação usa a Orbe do Tempo para voltar ao século XXIV, porém levam alguns pingos consigo.

## Produção

### Desenvolvimento
Planos foram elaborados à medida que o trigésimo aniversário de Star Trek: The Original Series aproximava-se. O filme Star Trek: First Contact estava em produção, um especial televisivo estava sendo planejado para celebrar a franquia e o ator George Takei de The Original Series estava para aparecer no episódio "Flashback" de Star Trek: Voyager. O produtor Ira Steven Behr de Star Trek: Deep Space Nine inicialmente achou que sua série não seria incluída porque ele a considerava a "filha do meio" da franquia. O produtor Rick Berman entrou em contato com Behr e perguntou se estava interessado em fazer algo para celebrar o aniversário. Behr concordou em discutir a possibilidade com os roteiristas da série. Eles primeiro ficaram preocupados que caso o episódio proposto tivesse que ir ao ar durante a semana de aniversário (próximo de 8 de setembro), então teria de servir de primeiro episódio da temporada, antecipando o episódio já planejado.
Os roteiristas discutiram ideias em potencial. Ronald D. Moore tinha anteriormente trazido de volta o personagem Montgomery Scott de The Original Series para o episódio "Relics" de Star Trek: The Next Generation e, como Takei já apareceria em Voyager, eles acharam que ter o retorno de outro membro do elenco de The Original Series seria repetitivo. Moore considerou por algum tempo fazer os personagens de Deep Space Nine revisitarem os iotianos, habitantes de um planeta temático de criminosos do episódio original "A Piece of the Action". O conceito era que os iotianos teriam abandonado sua imitação de criminosos e se tornado grandes fãs do capitão James T. Kirk e da Frota Estelar. A intenção era que fosse uma homenagem à dedicação dos fãs da franquia. O roteirista René Echevarria sugeriu um episódio de viagem no tempo, algo considerado uma proposta mais cara. Echevarria mesmo assim defendeu a ideia. Moore então sugeriu inserir os personagens de Deep Space Nine no episódio "The Trouble with Tribbles", afirmando que isso poderia explicar o motivo de um fluxo constante de pingos ficar caindo na cabeça de Kirk em determinada cena da história original.
A discussão então prosseguiu para incluir os personagens de Deep Space Nine na cena da briga de bar, uma ideia que Berman gostou mas não tinha certeza que realmente podia ser realizada. O supervisor de efeitos visuais Gary Hutzel criou cenas testes e as exibiu para Behr e Moore, que acharam que eram simplesmente imagens do episódio original. Hutzel então revelou que um oficial de segurança adicional, interpretado pelo videografista de efeitos visuais Jim Rider, tinha sido adicionado perfeitamente à sequência, fazendo com que o episódio fosse aprovado. "The Trouble with Tribbles" foi consultado regularmente durante a escrita do roteiro para que os roteiristas pudessem decidir onde inserir os personagens. Os nomes dos agentes temporais Dulmur e Lucsly eram anagramas de Mulder e Scully, os dois protagonistas da série The X-Files.
O jornal The New York Times entrou em contato com David Gerrold, o roteirista original de "The Trouble with Tribbles", querendo uma entrevista sobre o aniversário de Star Trek e os rumores que circulavam sobre um episódio com pingos. Ele então questionou Berman sobre o episódio, que inicialmente negou. Gerrold respondeu que não queria envergonhar ninguém, mas queria ser capaz de apoiar o projeto. Berman perguntou quanto seu apoio custaria, com Gerrold pedindo reconhecimento público por seu trabalho e ser colocado como um figurante no episódio. Berman concordou. Ele comparou a inserção de novas imagens no episódio com o filme Back to the Future Part II e falou que, apesar de que provavelmente teria criado algo diferente caso tivesse escrito a história, achou que o resultado final foi melhor do que qualquer coisa que poderia ter pensado.

### Direção de arte
O diretor de arte Randy McIlvain liderou a recriação dos cenários da USS Enterprise e da estação espacial K7, descrevendo sua animação ao trabalhar no episódio como "contagiosa". Ele passou boa parte de seu tempo tentando deixar as janelas nos ângulos corretos. O artista cênico Mike Okuda recriou no computador os gráficos vistos nos cenários da Enterprise, enquanto outros foram redesenhados pelo artista Doug Drexler. Alguns cenários, como a ponte de comando, foram recriados apenas parcialmente e posteriormente completados digitalmente. A projetista de cenários Laura Richarz assistiu "The Trouble with Tribbles" cuidadosamente à procura de pequenos detalhes para replicar nos novos cenários, como os pés dos bancos no bar de K7. Seu maior desafio foi encontrar as cadeiras vistas na estação espacial, assim ela entrou em contato com o decorador John M. Dwyer, que tinha trabalhado no episódio original. Entretanto, Dwyer explicou que a empresa que tinha fabricado as cadeiras não existia mais. A equipe procurou em lojas que vendiam móveis retrô e acabaram encontrando uma única cadeira que combinava com as vistas no episódio original. Ela foi comprada e um molde foi feito para que mais cadeiras fossem criadas. Outros objetos de cena foram recriados, incluindo aproximadamente 1,4 mil pingos. Eles foram comprados da Lincoln Enterprises, uma empresa propriedade de Majel Barrett, viúva de Gene Roddenberry, o criador de Star Trek. Os outros objetos de cena específicos do passado foram fabricados por Steve Horsch.
O figurinista Robert Blackman ficou preocupado com a recriação dos uniformes klingon vistos em The Original Series, pois achou que os materiais metálicos usados seriam quase impossíveis de serem criados fielmente. Ele acabou ficando aliviado ao descobrir nos arquivos quatro uniformes originais e uma camiseta adicional, dizendo que isto tinha sido uma "dádiva divina". Sua equipe criou padrões a partir de outros figurinos para poderem recriá-los. O supervisor de maquiagem Michael Westmore tinha trabalhado em uma série de televisão na década de 1960 e lembrava-se do tipo de maquiagem disponível na época. Ele e sua equipe se restringiram a usar apenas técnicas da época com o objetivo de garantir que o elenco de Deep Space Nine se misturasse adequadamente às cenas de The Original Series. Os penteados dos atores também tinham a intenção de serem reminiscentes da série original, com o ator Alexander Siddig usando um penteado anteriormente usado por James Doohan, intérprete de Montgomery Scott. O visual dos klingons foi bastante alterado depois de The Original Series, com essas mudanças sendo referenciadas apenas de modo oblíquo, indireto e jocoso durante "Trials and Tribble-ations".

### Filmagens e elenco
Jonathan West foi contratado para dirigir o episódio depois de vários outros diretores terem sido rejeitados. West tinha antes trabalhado como diretor de fotografia em The Next Generation e Deep Space Nine, além de ter dirigido alguns episódios. Ele teve nove dias de preparação antes das filmagens começarem. West tentou manter os mesmos valores de produção de The Original Series, mas descobriu que o estilo de iluminação e saturação das cores tinham mudado desde a década de 1960. O supervisor de efeitos visuais Dan Curry dirigiu algumas sequências de segunda unidade, trabalhando junto com West e o diretor de fotografia Kris Krossgrove para corrigir essas diferenças de visual. Isto foi alcançado trocando a película de filmagem para uma com um grão mais fino, uso de diferentes lentes e filmar as tomadas a partir de ângulos específicos. Como Gerrold estava de figurante nas gravações, West o usou como conselheiro extraoficial para igualar as cenas de "Trials and Tribble-ations" com "The Trouble with Tribbles".
O elenco e a equipe ficaram animados nas filmagens, com o editor Steve Tucker descrevendo o clima como uma "festa frívola". Behr comentou que "Eles estavam se divertindo. Apenas sentar naqueles cenários, estar naquela ponte, foi uma piada, uma verdadeira piada". A atriz Deirdre L. Imershein foi trazida de última hora para interpretar a tenente Watley, pois era amiga de um dos membros da produção e tinha anteriormente aparecido no episódio "Captain's Holiday" de The Next Generation. Ela foi escolhida porque nenhuma das outras atrizes que os produtores tinham visto durante o processo de seleção do elenco conseguiam dizer a fala "Convés 15" de maneira tão convincente quanto Imershein. Seu envolvimento fez o papel de Watley ser expandido em uma segunda cena em que foi levantada a possibilidade dela ser a bisavó do doutor Julian Bashir.
O ator Charlie Brill retornou como Arne Darvin, um agente klingon que interpretou em "The Trouble with Tribbles", enquanto Gerrold apareceu de figurante em duas cenas como um tripulante da Enterprise. Em uma delas estava segurando um pingo usado no episódio original. O ator Walter Koenig de The Original Series ensinou os atores de Deep Space Nine como operar os consoles e comunicadores da Enterprise. Koenig comentou posteriormente que foi pago oito vezes mais por esse serviço e pelos residuais do que tinha sido pago pelo episódio original. As filmagens tiveram vários visitantes, incluindo Barrett e Robert H. Justman, este produtor de The Original Series e The Next Generation.

### Pós-produção
A inserção digital dos atores de Deep Space Nine foi realizada de maneira similar ao que tinha sido feito dois anos antes no filme Forrest Gump. As imagens originais de "The Trouble with Tribbles" foram remasterizadas, com isto sendo considerado uma melhora tão substancial que acabou inspirando uma limpeza e relançamento completos de The Original Series. A remasterização foi realizada por Hutzel e foi a primeira transferência dos negativos originais desde 1983, quando foram usados para a criação de lançamentos em VHS e LaserDisc. Hutzel identificou dezenove cenas do episódio original que foram correspondidas em "Trials and Tribble-ations". A correspondência entre as cenas antigas com as novas demorou nove cenas para ser feita e custou três milhões de dólares. Isto envolveu rastreamentos bidimensionais e tridimensionais, bem como a inserção de tomadas e o uso de telas verde e azul para os atores. A cena em que o capitão Benjamin Sisko de Deep Space Nine se encontra com Kirk foi tirada do episódio "Mirror, Mirror".
O projetista de miniaturas Greg Jein estava trabalhando em uma miniatura da nave estelar USS Excelsior para "Flashback" quando viu as imagens teste de "Trials and Tribble-ations". Ele prometeu aos produtores que também criaria uma miniatura da Enterprise, mas avisou que não sabia quando teria tempo para criá-la. Ele começou os trabalhos imediatamente e, junto com seus colegas, não apenas conseguiu fabricar uma miniatura de 1,7 metro da Enterprise, mas também uma nova miniatura para a estação espacial K7 e outra para a nave klingon. A miniatura da Enterprise foi a primeira da nave original de Star Trek a ser construída desde a série original.
Behr descreveu "Trials and Tribble-ations" como "provavelmente a hora episódica de televisão mais cara já produzida" por causa dos efeitos visuais, os figurinos, reconstruções dos cenários e pagamentos residuais para o elenco de The Original Series. O único ator original com quem os produtores falaram diretamente foi Leonard Nimoy, intérprete de Spock, que ficou animado com a ideia e surpreso que demorou tanto para alguém ter pensado nela. O resto do elenco foram contatados por meio do departamento jurídico da Paramount Television. O compositor Dennis McCarthy queria retrabalhar a trilha sonora original de Jerry Fielding para "The Trouble with Tribbles". Sua intenção era usar os equipamentos de produção e orquestra disponíveis para elevar a música ao mesmo nível dos outros episódios de Deep Space Nine. Entretanto, os produtores queriam uma trilha nova e assim McCarthy compôs suas músicas se inspirando em Fielding. A única faixa que McCarthy regravou diretamente foi o "Tema de Star Trek" de Alexander Courage, para tal usando uma orquestra com 45 músicos.

## Repercussão

### Transmissão
Um especial de meia hora sobre a produção do episódio foi exibido no Sci-Fi Channel em 2 de novembro de 1996. A Paramount fez uma campanha de divulgação que consistiu em colocar 250 mil pingos em  metrôs e ônibus pelo país. "Trials and Tribble-ations" foi exibido em 4 de novembro por redifusão e teve uma audiência de 7,7 no índice Nielsen, o sexto programa mais assistido nos Estados Unidos no horário. Foi o episódio de maior audiência da quinta temporada; a última vez que Deep Space Nine alcançou tais números foi com "Little Green Men", o oitavo episódio da quarta temporada. A série nunca mais teve uma audiência tão alta até terminar na sétima temporada.

### Crítica
Torie Atkinson da Tor.com descreveu "Trials and Tribble-ations" como um "episódio perfeito" e "um dos melhores episódios que Star Trek já fez, em qualquer série", também elogiando o humor e as referências. Eugene Myers, avaliando em paralelo com Atkinson, afirmou que o episódio era "impregnado de nostalgia" e que o plano de colocar uma bomba dentro de um pingo era engenhoso, permitindo que a história se tornasse melhor do que apenas bom por causa do sucesso de "The Trouble with Tribbles". Keith R. A. DeCandido, também da Tor.com, gostou bastante do episódio, elogiando o humor, os efeitos visuais e a participação de Brill. Ele resumiu "Trials and Tribble-ations" afirmando que "É realmente um exemplo clássico de como fazer um episódio de aniversário, como fazer fan-service e como fazer tudo isso sem deixar de contar uma boa (se não ótima) história".
Zack Handlen da The A.V. Club disse que "Trials and Tribble-ations" era um "deleite" e um "gracejo". Ele achou que ter Brill filmando novas cenas mostrava uma continuidade entre o antigo e o novo, também achando que os efeitos visuais funcionavam bem. Handlen resumiu o episódio escrevendo: "O enredo não é muito definido e, quando a onda inicial de nostalgia passa, não há muita profundidade ou suspense para substituí-la. Mas há risadas, muito mais do que o suficiente para justificar o experimento e a nostalgia nunca passa por completo". Os autores Jon Wagner e Jan Lundeen compararam os agentes temporais vistos em "Trials and Tribble-ations" com detetives policiais de Dragnet.
Também foi bem recebido pela equipe. Behr deu crédito pelo enorme trabalho realizado pela equipe durante a produção, comentando que "É muito raro na televisão, quando você está lutando contra o relógio e precisa produzir tanto em um tempo limitado, realmente esbanjar o cuidado a um episódio como fizemos neste". Entretanto, ele comentou que incomodava o fato de que o episódio "alimenta-se do mito da franquia e o fato de ser tão popular me entristece de certa forma, no sentido de que eu gostaria que uma série tão intensa quanto Deep Space Nine não tivesse que se basear na história". Já o ator Alexander Siddig achou que "Trials and Tribble-ations" foi "um programa particularmente divertido" que lhe permitiu interpretar uma versão diferente de Bashir, também dizendo que "foi maravilhosamente estranho me ver atuando com William Shatner".
"Trials and Tribble-ations" foi indicado em 1997 a três Prêmios Emmy do Primetime nas categorias de Melhor Direção de Arte para uma Série, Melhores Penteados para uma Série e Melhores Efeitos Visuais Especiais. Também recebeu em 1997 uma indicação ao Prêmio Hugo de Melhor Apresentação Dramática.

## Outras mídias
Uma romantização do episódio foi escrita por Diane Carey e publicada em julho de 2012 pela Pocket Books, tendo uma introdução escrita por Gerrold e um posfácio por Moore. "Trials and Tribble-ations" e "The Trouble with Tribbles" foram lançados juntos em VHS em 1998 sob o nome Talking Tribble Gift Set. Foi lançado em uma edição normal de VHS no Reino Unido em 1º de outubro de 1999 junto com "The Assignment". Foi lançado avulsamente nos Estados Unidos no mesmo formato em 10 de julho de 2001. Foi lançado em DVD em 7 de outubro de 2003 como parte da coleção da quinta temporada. "Trials and Tribble-ations" e o episódio "More Tribbles, More Troubles" de Star Trek: The Animated Series foram incluídos como extras na coleção da segunda temporada remasterizada de The Original Series em DVD, lançada em 5 de agosto de 2008.